# Финфзен
Финфзен (њем. Fünfseen) општина је у њемачкој савезној држави Мекленбург-Западна Померанија. Једно је од 60 општинских средишта округа Мириц. Према процјени из 2010. у општини је живјело 1.225 становника. Посједује регионалну шифру (AGS) 13056076.

## Географски и демографски подаци
Финфзен се налази у савезној држави Мекленбург-Западна Померанија у округу Мириц. Општина се налази на надморској висини од 90 метара. Површина општине износи 51,8 km². У самом мјесту је, према процјени из 2010. године, живјело 1.225 становника. Просјечна густина становништва износи 24 становника/km².

## Међународна сарадња
| Мјесто  | Држава               | Врста сарадње | Од    |
| ------- | -------------------- | ------------- | ----- |
|         | Шведска              | контакт       | 1991. |
| Кекфилд | Уједињено Краљевство | контакт       | 1991. |
| Извор   |                      |               |       |